# Arvid Wiiala
Arvid Konstantin Wiiala, född 11 oktober 1911 i Pyttis, död 19 mars 1991 i Helsingfors, var en finländsk lantmäteriingenjör.
Wiiala, som var son till jordbrukare Viktor Wiiala och Anna Laakso, blev student 1930, diplomingenjör 1935 och teknologie doktor 1948. Han var lantmäteriingenjör vid Lantmäteriverket 1935–1950, länelantmäteriingenjör i Kymmene län 1950–1954 och professor i skifteslära vid Tekniska högskolan i Helsingfors från 1955. Han var ordförande i jordinlösningen i Sulkava distrikt 1940–1941, i Borgå distrikt 1945–1950, speciallärare i skiftesteknik vid Tekniska högskolan 1948–1954, tillförordnad professor i skifteslära 1951–1952 och chef för statens skiftestekniska forskningslaboratorium från 1961. Han var ordförande i Lantmäteriingenjörernas förbund 1952–1955, i Lantmäterivetenskapliga sällskapet 1960–1961 och i Borgå manssångare 1947–1949.